# أندرياس هيرمانسون
أندرياس هيرمانسون (بالسويدية: Andreas Hermansson)‏ هو لاعب كرة قدم سويدي، ولد في 8 يناير 1973 في أوميو في السويد. لعب مع نادي غوتبورغ ونادي هاماربي لكرة القدم.

## وصلات خارجية
- أندرياس هيرمانسون على موقع اتحاد السويد (السويدية)
- أندرياس هيرمانسون على موقع قاعدة بيانات كرة القدم.إي يو (الإنجليزية)
- أندرياس هيرمانسون على موقع عالم كرة القدم.نت (الإنجليزية)